# Tratatul de pace eternă din 1686

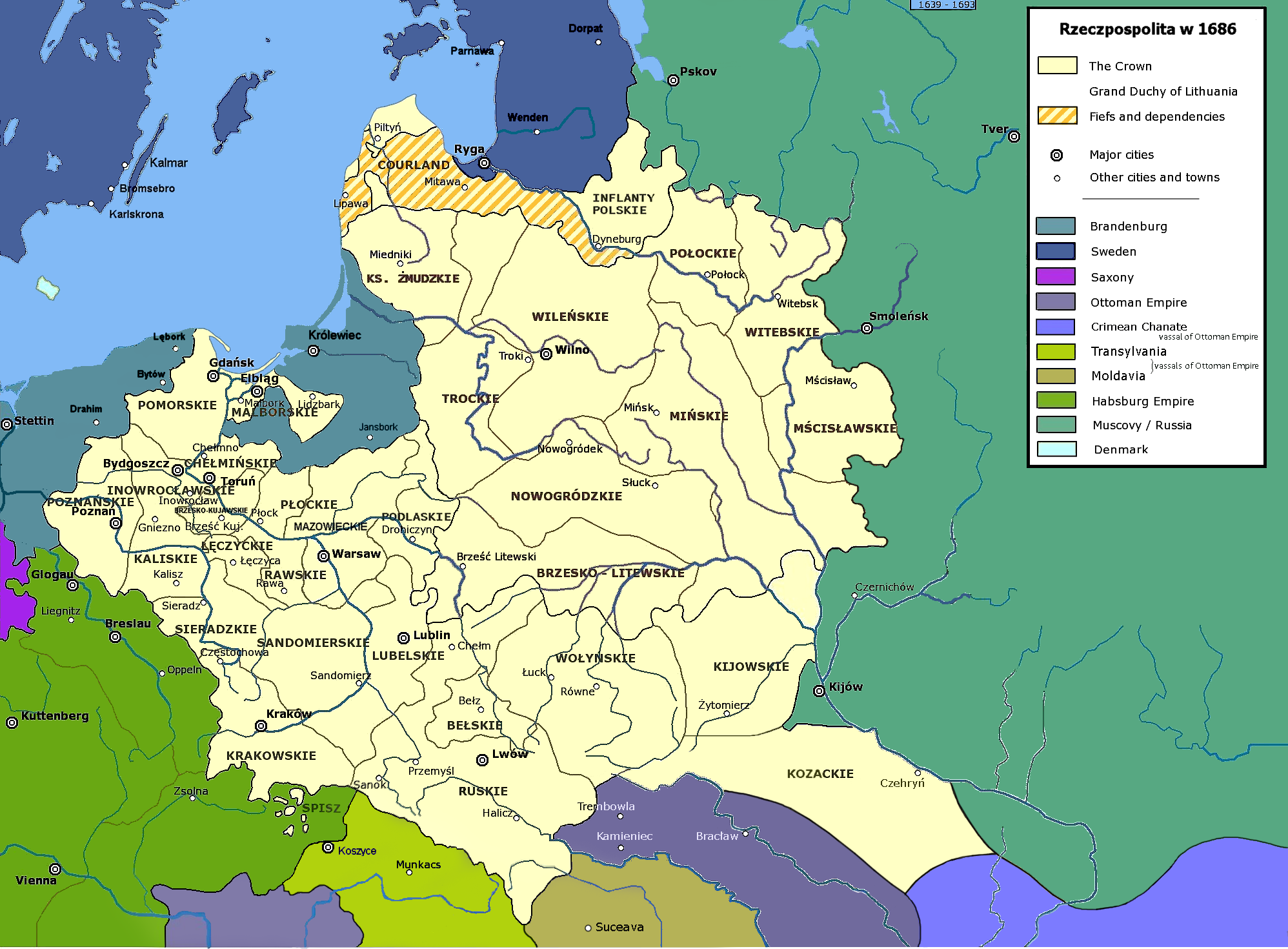
Rzeczpospolita (Uniunea statală polono-lituaniană) după tratatul din 1686

Tratatul de pace eternă din 1686 (în limbile poloneză: Pokój wieczysty ori Pokój Grzymułtowskiego, rusă: Вечный мир, lituaniană: Amžinoji taika) a fost un tratat dintre Uniunea statală polono-lituaniană și Țaratul Rusiei, semnat de împuterniciții polono-lituanieni voievodul de Poznań Krzysztof Grzymułtowski și cancelarul lituanian Marcjan Ogiński și cel rus, cneazul Vasili Golitîn pe 6 mai 1686 la Moscova. Părțile semnatare se obligau să acționeze împreună împotriva Imperiului Otoman, care își manifesta interesul pentru cucerirea controlului asupra Ucrainei.
Tratatul reconfirma prevederile Tratatului de la Andrusovo din 1667. Tratatul consfințea stăpânirea rusă asupra Ucrainei răsăritene, inclusiv asupra orașului Kiev. Rusia urma să plătească Poloniei o despăgubire de 146.000 ruble pentru pierderea jumătătii estice a Ucrainei. Regiunile Siciului Zaporijian, Severiei, orașele Cernigău, Starodub, Smolensk și teritoriile dependente de acestea erau de asemenea cedate către Rusia. În schimb, Polonia păstra controlul asupra Ucrainei occidentale. Ambele părți au căzut de acord să nu semneze un tratat separat cu Imperiul Otoman. Prin semanrea acestui tratat, Rusia a devenit membru al coaliției antiotomane, compuse din Rzeczpospolita, Sfântul Imperiu German și Republica Veneției. Rusia s-a angajat să organizeze o campanie militară împotriva Hanatului Crimeii, iar rezultatul a fost declanșarea războiul ruso-turc din 1686 – 1700.
Semnarea acestui tratat a fost un mare succes diplomatic al Rusiei. În Polonia, opoziția foarte puternică din parte anumitor factori de decizie a făcut ca tratatul să nu fie ratificat decât în 1710.
Granița ruso-poloneză au rămas neschimbată după semnarea acestui tratat până în momentul împărțirii Poloniei de la sfârșitul secolului al XVIII-lea.